# Aleksandras Dambrauskas
Aleksandras Dambrauskas, írói álneve Adomas Jakštas (Kuroniai, 1860. szeptember 8. – Kaunas, 1938. február 19.) litván katolikus teológus, filozófus, irodalomkritikus, költő, eszperantista.

## Élete
Aleksandras Dambrauskas volt az első litván, aki megtanulta az eszperantó nyelvet, még 1887-ben, amikor Zamenhof feltalálta. Akkoriban a szentpétervári szemináriumban tanult. 1890-ben állította össze az első eszperantó nyelvkönyvet litvánok számára. Tilsitben jelent meg, és úgy kellett becsempészni Litvániába, mivel a cári Oroszországban 1904 előtt semmiféle litván nyelvű könyvet nem volt szabad kiadni. Dambrauskas a továbbiakban ia az eszperantó elterjesztésének előmozdítója volt.
Dambrauskas alapítója volt a Litova Stelo folyóiratnak; orosz, lengyel és latin nyelven is írt. Több írása jelent meg a filozófia, matematika és teológia területén. Jelentős közreműködője volt a Litova Almanako-nak. Már 1893-ban eszperantó verseket írt; első kötete 1905-ben jelent meg Versajareto címen.
Pranciškus Karevičius püspök 1914-ben prelátussá nevezte ki. 1926-től haláláig a litván katolikus tudományakadémia elnöke volt. A litván egyetemen a matematikai és természettudományi kar javaslatára díszdoktori címet kapott. A modern litván nemzeti ébredés egyik úttörőjeként tartják számon.

## Fordítás
- Ez a szócikk részben vagy egészben  az   Aleksandras Dambrauskas című német Wikipédia-szócikk ezen változatának fordításán alapul.  Az eredeti cikk szerkesztőit annak laptörténete sorolja fel. Ez a jelzés csupán a megfogalmazás eredetét és a szerzői jogokat jelzi, nem szolgál a cikkben szereplő információk forrásmegjelöléseként.